# هيرشل ستوكتون
هيرشل ستوكتون (بالإنجليزية: Herschel Stockton)‏ هو لاعب كرة قدم أمريكية أمريكي، ولد في 29 ديسمبر 1913، وتوفي في 1965.